# Sploty żylne kręgowe wewnętrzne
Sploty żylne kręgowe wewnętrzne (łac. plexus venosi vertebrales interni) – w anatomii człowieka sploty żylne położone wewnątrz kanału kręgowego pomiędzy okostną kręgów a oponą twardą rdzenia kręgowego. Wyróżnia się sploty przednie i tylne. Ich odpowiednikiem w jamie czaszki są zatoki opony twardej. Nie ma w nich zastawek.
Sploty żylne kręgowe wewnętrzne przednie położone są po obu stronach więzadła podłużnego tylnego na tylnej powierzchni trzonów kręgów i krążków międzykręgowych, stanowiąc dwa podłużne pasma (prawe i lewe), wytwarzające między sobą poprzeczne połączenia na tylnej powierzchni trzonu każdego kręgu. Sploty żylne kręgowe wewnętrzne tylne położone są na przedniej powierzchni łuków kręgów i więzadeł żółtych, podobnie jak sploty przednie w dwóch podłużnych pasmach, łączących się poprzecznymi zespoleniami.
Przednie i tylne sploty żylne kręgowe wewnętrzne wytwarzają między sobą połączenia za pomocą pierścieni żylnych (retia venosa vertebrarum) położonych między otworami międzykręgowymi. Łączą się także ze splotami żylnymi kręgowymi zewnętrznymi. U dołu końce naczyń splotów żylnych kręgowych wewnętrznych wychodzą przez otwory krzyżowe, wpadając do żył krzyżowych, u góry tworzą pierścień otaczający otwór wielki, wytwarzający połączenia ze splotem podstawnym, splotem żylnym kanału nerwu podjęzykowego i zatoką potyliczną. Krew odpływa z nich do żyły kręgowej.